# Agon Mucolli
Agon Mucolli (født 26. september 1998) er en dansk/albansk fodboldspiller, som spiller for FC Fredericia i den Danske Superliga
Mucolli er midtbanespiller med store offensive kvaliteter. Han både spille på kanten og centralt på den offensive midtbane.

## Karriere

### Vejle Boldklub
Agon Mucolli kom til Vejle Boldklub som U14-spiller i 2012 fra Fredericia fF. I karrierens begyndelse var han angriber, men da han kom til VB, blev han rykket længere tilbage på banen og blev på U17- og U19-niveau oftest brugt som 10'er på den offensive midtbane.
Den 9. januar 2019 ophævende Vejle kontrakten med Agon.

#### Debutsæson
Han fik sin seniordebut som 16-årig i en pokalkamp mod Middelfart G&BK den 4. august 2015. Mucolli kom på banen efter 81 minutters spilletid ved stillingen 1-1 i den ordniære spilletid. Kampen gik i straffesparkskonkurrence, og her fik Mucolli ansvaret for at sparke. Han scorede på flotteste vis ved at chippe bolden lige så stille ind i målet - så såkaldt "Panenka". 
I resten af 2015/2016-sæsonen fik han én kamp for Vejle Boldklub i 1. Division, da han kom ind med 16 minutter igen mod AC Horsens den 5. november 2016. Han sad på bænken i yderligere fire kampe og havde trøje nummer 40.

#### Gennembruddet
I 2016/2017-sæsonen brød Mucolli endegyldigt igennem på førsteholdet. Han skiftede trøjenummer til nummer 98 (hans fødselsår) og indledte sæsonen med at sidde på bænken i de første otte kampe, hvoraf han kom ind i de fire af dem. Herefter har træner Andreas Alm brugt ham fast på venstre kant med stor succes. Ved vinterpausen havde han således spillet 12 kampe, scoret to mål og lagt op til fire. Gennembruddet kom på udenbane mod HB Køge den 27. oktober, hvor han scorede til 2-0 og lagde op til Dominic Vinicius' mål til 1-0.
Ved årsskiftet til 2017 blev Agon Mucolli officielt en fast del af Vejle Boldklubs A-trup, da han og Christian Kudsk blev rykket op i førsteholdstruppen permanent til trods for, at de begge havde spillet og trænet fast med holdet hele sæsonen.
Mucolli har á tre omgange underskrevet kontrakter med Vejle Boldklub. I oktober 2013 lavede han en tre-årig ungdomskontrakt med klubben, som blev forlænget i juli 2015, hvor han skrev to år med VB. Den 24. november 2016 forlængede Agon Mucolli for tredje gang aftalen med klubben, da han satte sin signatur på en forlængelse til sommeren 2019.

## Landsholdskarriere
Agon Mucolli har repræsenteret en række danske ungdomslandshold.
Han debuterede på U/16-landsholdet i efteråret 2013 og var i sæsonen 2014-15 fast mand på U/17-landsholdet, hvor han spillede 9 kampe. Senere blev der ikke kigget den unge teknikers vej, men gode præstationer for Vejle Boldklub i 1. division i efteråret 2016 betød, at han kom tilbage i landsholdsvarmen op til U/19-landsholdets EM-kvalifikation. Agon Mucolli har pr. januar 2017 spillet 18 ungdomslandskampe for Danmark.
Da begge hans forældre er fra Kosovo, har han også mulighed for at repræsentere Kosovos og Albaniens landshold. Dette har han udtrykt, at han hellere vil. I 2017 fik han således sin debut på Albaniens U/21-fodboldlandshold.

## Privat
Agon Mucolli er storebror til Arbnor Mucolli, der ligeledes er på kontrakt i Vejle Boldklub. De to oplevede for første gang at starte inde sammen i en turneringskamp, da Vejle Boldklub mødte Næstved den 17. november 2016.
Brødrene er født og opvokset i Fredericia, men flyttede med familien til Vejle, da de skiftede til Vejle Boldklub i 2012.
Deres forældrene er fra Kosovo.